# Са Диндин
Са Диндин (кит. упр. 萨顶顶, пиньинь Sà Dǐngdǐng, настоящее имя Чжоу Пэн (周鹏), р. 27 декабря 1984, Пиндиншань) — китайская фолк-певица. Исполняет народные и собственного авторства песни на китайском, тибетском, санскрите и на придуманном ею самой языке.

## Биография
Родилась 27 декабря 1984 года в Пиндиншане, провинция Хэнань, в семье служащих. Отец — этнический китаец хань, мать — монголка. До шести лет жила с бабушкой в деревне, где проявила интерес к китайской и монгольской народной музыке.
Родители отправили Чжоу Пэн в пекинскую Академию искусств Народно-освободительной армии Китая, где она получила музыкальное образование, став профессиональной вокалисткой и освоив игру на традиционных музыкальных инструментах — китайском гучжэне и монгольском моринхуре.
Увлёкшись буддизмом, освоила тибетский язык и санскрит, на которых в дальнейшем также стала исполнять песни. Кроме этого, для полной передачи своих эмоций Чжоу Пэн стала петь на придуманном ею языке.
В 2001 году в 18 лет записала под именем Чжоу Пэн первый сольный альбом — «Dong Ba La». Альбом имел коммерческий успех и принёс певице титул «Лучшая китайская исполнительница танцевальной музыки».
Второй альбом, разошедшийся большим тиражом, певица выпустила в 2007 году под псевдонимом Са Диндин — «Alive». В альбом вошли песни на мёртвом языке лагуу, последний носитель которого умер в 1984 году.
В 2008 году Са Диндин получила музыкальную награду BBC Radio 3 Awards for World Music, что позволило ей выступить Альберт-холле в Лондоне. В том же году записала сингл «Qin Shang» и приняла участие в сборе средств для пострадавших от сычуаньского землетрясения.
В 2010 год Са Диндин выпустила третий сольный альбом — «Harmony», для которого певица записала песни на санскрите и на придуманном ею языке. Альбом сопровождался концертным туром по Азии, Европе и Австралии
Песни Су Диндин вошли в качестве звуковой дорожки в такие фильмы как «Принц Гималаев» Шервуда Ху (2006), «Вздох» Чжэн Чжуна (2009), «14 клинков» Дэниэла Ли (2010).
В 2012 году, после аварии на АЭС Фукусима, приняла участие в благотворительной акции, записав песню «It Won’t Be Long» с Эриком Муке из группы Deep Forest. Песня была доступна для скачивания бесплатно!
В 2018 году Са Диндин снялась в популярной романтической фэнтези-драме «Ashes of Love», сыграв Бессмертную Юаньцзи.

## Дискография

### Альбомы
- (2001) Dong Ba La (咚巴啦)
- (2007.08.28) Alive (万物生) — Universal Music, Wrasse Records
- (2010.01.26) Harmony (天地合)
- (2012.07.03) The Coming Ones (恍如来者)
- (2014.05.14) Wonderland (Remix Album) (幻境)

### Синглы
- (2008.07.30) Qin Shang (琴伤) — Wrasse Records
- (2009.11.13) Tiandi Ji / Ha Ha Li Li (天地记) — Universal Music Group

### Саундтреки
- Музыкальная тема к 14 Blades (锦衣卫)
- Вверх к Луне (左手 指 月) (2018) - Ashes of Love
- Безупречный (不 染) (2018) - Ashes of Love
- При встрече с тобой (当 遇见 你) (2020) - Skate into Love
- Если ты вернешься (如若 归来) (2021) - The Long Ballad